# Випадок на шахті вісім
«Випадок на шахті вісім» — радянський художній фільм, знятий режисером Володимиром Басовим за сценарієм Валерія Фріда і Юлія Дунського в 1957 році.

## Сюжет
Після закінчення інституту в Ленінграді молодий геолог Володя Батанін приїжджає працювати за розподілом на вугільний комбінат в Заполяр'ї. Володя швидко проявляє себе хорошим фахівцем, що переживає за спільну справу, і стає секретарем парткому шахти № 8. Навколо труднощів з організацією роботи шахти і офіційних звітів про роботу шахти у Батаніна виникає гострий виробничий конфлікт з начальником комбінату Єгором Денисовичем Краєвим, який ускладнюється тим, що Володя закоханий в дочку Краєва Аллу.

## У ролях
- Анатолій Кузнецов —  Володя Батанін, молодий геолог
- Наталія Фатєєва —  Алла Краєва
- Микола Боголюбов —  Єгор Денисович Краєв, начальник вугледобувного комбінату
- Георгій Куликов —  Іван Васильович Гущин
- Борис Кордунов —  Борис Тасін
- Юрій Саранцев —  Капралов
- Афанасій Кочетков —  Сергій Байков, шахтар
- Лариса Качанова —  Валя Самохіна, жінка з дитиною
- Микола Граббе —  Волков, начальник відділу кадрів
- Микола Парфьонов —  Фірсов, начальник ділянки
- Олексій Ян —  Арсеній Павлович, літній геолог
- Дмитро Орловський —  старий робочий, у якого зруйнували будинок
- Петро Любешкін —  шахтар на зборах
- Олег Мокшанцев —  працівник шахти
- Олександр Лебедєв —  Казюлін
- Валентин Брилєєв —  хуліган
- Микола Скоробогатов —  хуліган
- Микола Апарін —  епізод
- Олена Вольська —  Лізочка, працівниця шахти
- Григорій Михайлов —  член парткому
- Троадій Добротворський —  Іван Герасимович, парторг, що захворів
- Сергій Борисов —  член парткому
- М. Гавриков — епізод
- Петро Мухін —  член парткому
- Костянтин Свєтлов —  шахтар з Донбасу
- Борис Шухмін —  старий робітник-активіст
- Володимир Басов —  епізод
- Федір Селезньов —  експедитор
- Михайло Бочаров —  працівник шахти
- Віра Бурлакова —  секретар Тасіна
- Маргарита Криницина —  офіціантка
- Валентина Ананьїна —  вихователька дитячого саду
- Георгій Гумільовський —  робочий
- Іван Лобизовський —  продавець

## Знімальна група
- Режисер —  Володимир Басов
- Сценаристи —  Валерій Фрід,  Юлій Дунський
- Оператор — Тимофій Лебешев
- Композитор — Михайло Зів
- Художники — Сергій Воронков, Іполит Новодережкін
- Художник по костюму —  Валентин Перельотов